# Жиличи (агрогородок, Могилёвская область)
Жи́личи (бел. Жылічы) — агрогородок в Добоснянском сельсовете Кировского района Могилёвской области Белоруссии. Административный центр Добосненского сельсовета. Находится в 28 километрах на юго-восток от Кировска на реке Добосна (приток Днепра).
Рядом с агрогородком расположена деревня с таким же названием.

## История
Первое упоминание посёлка встречается в XIV веке. Некогда имение Жиличи принадлежало князьям Трабским. Затем перешло во владение Ходкевичей. Александр Иванович Ходкевич, владевший Жиличами во второй половине XV — первой половине XVI века, являлся воеводой новогрудским, старостой берестейским. Сын его Григорий Александрович в 1554—1555 годах занимал должность воеводы витебского. Принял в Заблудове печатников Ивана Федорова и Петра Мстиславца.
В начале XVII века Жиличами владели уже Сапеги, а в начале XIX — Булгаки, тоже представители известного и достопочтенного рода. Именно Игнатий Булгак построил в Жиличах в 20-30-е годы XIX века дворец. Игнатий организовал сильное, экономически грамотное хозяйство. Довел площадь своих владений до 30 тысяч гектаров. В 1897 году население Жилич составляло 489 человек. С 1897 года по май 1915 года работал винзавод. В 1909 году население составляло 492 человека, в этом же году была открыта земская школа.
После революции в 1920 году здесь был организован совхоз «Жиличи». В начале 1920-х годов была открыта 4-летняя школа. Работал кружок по ликвидации неграмотности среди взрослых. Во дворце в 1925 году была создана сельскохозяйственная артель. Весной 1927 года был создан колхоз и начала работу школа сельской молодёжи. В следующем году заработала винокурня. В 1930 году во дворце был открыт сельскохозяйственный техникум. Во время Великой Отечественной войны с конца июня 1941 года до конца июня 1944 года Жиличи были оккупированы немецкими войсками. В боях рядом с посёлком погибло 28 советских воинов, они похоронены в братской могиле в парке напротив входа во дворец. Во время войны погибло 33 местных жителя. В 1965 году совхоз «Жиличи» был объединён с учебно-производственным хозяйством сельскохозяйственного техникума в совхоз-техникум «Жиличи». В 1959 году население составляло 440 жителей, в 1970—1109, в 1986—707, в 2002—749, в 2007 году — 1398 жителей.
На восточной окраине Жилич за рекой Добосна сохранились руины хозяйственных построек конца XIX — начала XX века.

## Дворец Булгаков
В 20-х годах XIX в. в Жиличах создается обширный дворцовый ансамбль, разбивается парк со скульптурами и малыми архитектурными формами: павильонами, бассейнами, мостиками и т. д. Площадь парка около 18 га, а всего усадебного комплекса с водоёмами, плодовыми садами и многочисленными подсобными сооружениями достигала 100 га.
Строил дворцово-усадебный комплекс в Жиличах известный литовский архитектор Кароль Подчашинский, уроженец деревни Жирмуны Гродненской области.

## Культура
- Дом культуры
- Учреждение культуры «Жиличский исторический комплекс-музей»[3]
- Музей ГУО "Жиличская средняя школа"